# David Grellier
David Grellier, noto anche con lo pseudonimo di Mitch Silver (Nantes, 2 luglio 1979), è un musicista e produttore discografico francese, fondatore dei progetti musicali College (2005) e Valerie (2007).
È anche un membro della band Sexy Sushi, attiva dal 2004

## Carriera

### College
Nel 2008, i College hanno pubblicato l'album Secret Diary, insieme all'EP Teenage Color.
Nel 2011, il collettivo ha pubblicato un secondo album Northern Council. Lo stesso anno, la canzone A Real Hero è stata utilizzata nella colonna sonora del film Drive, piazzandosi nella classifica musicale in Francia fino al 26º posto. L'anno seguente la stessa canzone fu inclusa nella colonna sonora del film Taken - La vendetta.
Il 13 marzo 2013, i College hanno pubblicato un terzo album, Heritage.
Il 10 ottobre 2014, i College hanno annunciato il loro quarto EP Save The Day.

### Sexy Sushi
Sotto lo pseudonimo di Mitch Silver, David Grellier è un membro dei Sexy Sushi, una band francese di elettroclash. I loro primi album sono stati pubblicati come CD-R masterizzati da distributori alternativi come Wonderground. Un EP e un album sono stati poi pubblicati nel 2009 da Scandale Records.

## Discografia

### College
- 2008: Secret Diary (album, etichetta FVTVR)
- 2008: Teenage Colour (EP, Valerie Records)
- 2009: A Real Hero (EP, etichetta Flexx)
- 2011: Secret Diary Remixed (EP, etichetta FVTVR)
- 2011: Northern Council (album, etichetta Valerie)
- 2013: Heritage (album, Valerie Records)
- 2014: Save The Day (EP, Valerie Records)
- 2016: Old Tapes (album, Valerie Records)
- 2017: Shanghai (album, Lakeshore Records, Invada Records)

### Sexy Sushi
- 2004: Défonce ton ampli (CDR, Merdier Records / Wonderground)
- 2005: J'en veux j'en veux des coups de poing dans les yeux (CDR, Merdier Record / WonDerGround Distribution)
- 2005: Caca (CDR, Merdier Records / Wonderground)
- 2006: Ça m'aurait fait chier d'exploser (CDR, Merdier Records / Wonderground)
- 2008: Marre Marre Marre (credere)
- 2009: EP Des jambes (SV03, Scandale Records)
- 2009: Tu l'as bien mérité (SC002, Scandale Records)
- 2010: Château de France
- 2010: Cyril (L'autre distribution)
- 2011: Mauvaise foi
- 2011: Flamme